# ヴァーノン (ポートランド)
ヴァーノン（Vernon）は、アメリカ合衆国オレゴン州ポートランド市の北東部区域にある地区のひとつ。
2000年の人口調査によれば、ヴァーノンの人口は2,883人で、そのうちの1,345人（47%）が男性、1,538人（53%）が女性であった。世帯数は1,036で、そのうちの546（53%）が持ち家、490（47%）が借家であった。また、一世帯の平均人数は2.78人だった。